# Jens Kirkegaard
Jens Kirkegaard (Lindum, 1º giugno 1889 – Randers, 20 aprile 1966) è stato un ginnasta danese.

## Palmarès

### Olimpiadi
- 1 medaglia:
  - 1 argento (Stoccolma 1912 nel concorso svedese a squadre)